# Rooty
Rooty – drugi album grupy Basement Jaxx, wydany w 2001.

## Lista utworów
1. „Romeo” (Felix Buxton, Simon Ratcliffe) – 3:36
2. „Breakaway” (Buxton, Ratcliffe) – 3:22
3. „S.F.M.” (Buxton, Ratcliffe) – 2:39
4. „Kissalude” (Buxton, Ratcliffe, Alma Duah) – 0:20
5. „Jus 1 Kiss” (Buxton, Ratcliffe) – 4:24
6. „Broken Dreams” (Buxton, Ratcliffe) – 3:07
7. „I Want U” (Buxton, Ratcliffe) – 3:26
8. „Get Me Off” (Buxton, Ratcliffe) – 4:49
9. „Where’s Your Head At?” (Buxton, Ratcliffe) – 4:43
10. „Freakalude” (Buxton, Ratcliffe) – 0:29
11. „Crazy Girl” (Buxton, Ratcliffe) – 3:20
12. „Do Your Thing” (featuring Elliot May) (Buxton, Ratcliffe) – 4:41
13. „All I Know” (Buxton, Ratcliffe) – 3:47